# Trechoblemus westcotti
Trechoblemus westcotti är en skalbaggsart som beskrevs av Barr. Trechoblemus westcotti ingår i släktet Trechoblemus och familjen jordlöpare. Inga underarter finns listade i Catalogue of Life.